# 利亚杜尔斯
利亚杜尔斯，是西班牙加泰罗尼亚莱里达省的一个市镇。 总面积129平方公里，总人口220人（2001年），人口密度2人/平方公里。